# Seznam českých hráčů v NHL v sezóně 1993/1994
Toto je seznam hráčů Česka a jejich statistiky v sezóně 1993/1994 NHL.

| Tým                       | Věk | Hráč             | Post | Počet zápasů | Branky | Asistence | Body | Počet zápasů v play off | Branky v play off | Asistence v play off | Body v play off |
| ------------------------- | --- | ---------------- | ---- | ------------ | ------ | --------- | ---- | ----------------------- | ----------------- | -------------------- | --------------- |
| Pittsburgh Penguins       | 21  | Jaromír Jágr     | F    | 80           | 32     | 67        | 99   | 6                       | 2                 | 4                    | 6               |
| Calgary Flames            | 22  | Robert Reichel   | F    | 84           | 40     | 53        | 93   | 7                       | 0                 | 5                    | 5               |
| Pittsburgh Penguins       | 21  | Martin Straka    | F    | 84           | 30     | 34        | 64   | 6                       | 1                 | 0                    | 1               |
| Tampa Bay Lightning       | 29  | Petr Klíma       | F    | 75           | 28     | 27        | 55   | Ne                      |                   |                      |                 |
| Hartford Whalers          | 26  | Robert Kron      | F    | 77           | 24     | 26        | 50   | Ne                      |                   |                      |                 |
| Washington Capitals       | 27  | Michal Pivoňka   | F    | 82           | 14     | 36        | 50   | 7                       | 4                 | 4                    | 8               |
| Philadelphia Flyers       | 24  | Josef Beránek    | F    | 80           | 28     | 21        | 49   | Ne                      |                   |                      |                 |
| Buffalo Sabres            | 23  | Richard Šmehlík  | D    | 84           | 14     | 27        | 41   | 7                       | 0                 | 2                    | 2               |
| Vancouver Canucks         | 22  | Jiří Šlégr       | D    | 78           | 5      | 33        | 38   | Ne                      |                   |                      |                 |
| New Jersey Devils         | 22  | Bobby Holík      | F    | 70           | 13     | 20        | 33   | 20                      | 0                 | 3                    | 3               |
| Quebec Nordiques          | 22  | Martin Ručinský  | F    | 60           | 9      | 23        | 32   | Ne                      |                   |                      |                 |
| Hartford Whalers          | 25  | František Kučera | D    | 76           | 5      | 16        | 21   | Ne                      |                   |                      |                 |
| Tampa Bay Lightning       | 19  | Roman Hamrlík    | D    | 64           | 3      | 18        | 21   | Ne                      |                   |                      |                 |
| St. Louis Blues           | 22  | Petr Nedvěd      | F    | 19           | 6      | 14        | 20   | 4                       | 0                 | 1                    | 1               |
| Los Angeles Kings         | 23  | Robert Lang      | F    | 32           | 9      | 10        | 19   | Ne                      |                   |                      |                 |
| Edmonton Oilers           | 21  | Vladimír Vůjtek  | F    | 40           | 4      | 15        | 19   | Ne                      |                   |                      |                 |
| Ottawa Senators           | 30  | Vladimír Růžička | F    | 42           | 5      | 13        | 18   | Ne                      |                   |                      |                 |
| New Jersey Devils         | 22  | Jaroslav Modrý   | D    | 41           | 2      | 15        | 17   | Ne                      |                   |                      |                 |
| Buffalo Sabres            | 27  | Petr Svoboda     | D    | 60           | 2      | 14        | 16   | 3                       | 0                 | 0                    | 0               |
| New York Islanders        | 27  | David Volek      | F    | 32           | 5      | 9         | 14   | Ne                      |                   |                      |                 |
| Calgary Flames            | 29  | František Musil  | D    | 75           | 1      | 8         | 9    | 7                       | 0                 | 1                    | 1               |
| San Jose Sharks           | 25  | Jaroslav Otevřel | F    | 9            | 3      | 2         | 5    | Ne                      |                   |                      |                 |
| San Jose Sharks           | 20  | Michal Sýkora    | D    | 22           | 1      | 4         | 5    | Ne                      |                   |                      |                 |
| San Jose Sharks           | 18  | Vlastimil Kroupa | D    | 27           | 1      | 3         | 4    | 14                      | 1                 | 2                    | 3               |
| Buffalo Sabres            | 28  | Dominik Hašek    | G    | 58           | 0      | 3         | 3    | 7                       | 0                 | 0                    | 0               |
| Philadelphia Flyers       | 22  | Miloš Holaň      | D    | 8            | 1      | 1         | 2    | Ne                      |                   |                      |                 |
| Winnipeg Jets (1972–1996) | 18  | Michal Grošek    | F    | 3            | 1      | 0         | 1    | Ne                      |                   |                      |                 |
| Ottawa Senators           | 19  | Radek Hamr       | D    | 7            | 0      | 0         | 0    | Ne                      |                   |                      |                 |
| Toronto Maple Leafs       | 24  | Patrik Augusta   | F    | 2            | 0      | 0         | 0    | Ne                      |                   |                      |                 |

- F = Útočník
- D = Obránce
- G = Brankář